# Hollókői népviselet
A hollókői népviselet a mai napig élőnek tekinthető, de már csak a vasárnapi szentmisékre, jeles ünnepek alkalmából veszik fel a lányok és az asszonyok. A férfiak a 20. század közepe óta nem hordják. Az ünnepi felsőruházat valaha a család anyagi helyzetét is tükrözte, egyben öröklődő vagyontárgy is volt. A viselet a családi állapotot kifejező főkötő, az ingváll és a sok alsószoknya. Utóbbiból munkához kettőt, ünnepeken húszat is felvettek a hollókői nők. Az ingváll több rétegű ruhadarab: vászon, gyolcs, selyem, végül tüll ujjat illesztettek össze, s az egészet együtt bíbor ingvállnak hívták.

## Kialakulása
A korábban elterjedt egyszerű, kékfestő ruházatot a zárt kistelepülésen csak a 20. század elején váltotta fel a piros, kék, zöld kasmír- és selyemanyag. (Más falvakban ekkor már kezdték elhagyni a népviseletet.) A felső szoknya felé hímzett, fekete kötényt is kötöttek, aminek szakácska a neve. A vállukra rojtokkal díszített, kasmír nagykendőt terítettek. A főkötők, vagy ahogyan a hollókőiek mondják: „fékötők” közül különösen a fiatal asszonyoké érdekes: ez fehér selyemből készült gyöngy- és szalagdíszítéssel, melyet csak rövid ideig, az első gyermek megszületéséig hordhattak a férjezett nők.
Az ünnepi öltözet legdrágább darabja a csizma volt: a leányok piros, az asszonyok fekete színűt viseltek. A szegényebb leányok gyakran évekre szolgálatba álltak, hogy csekélyke keresetükből
megvásárolhassák az áhított darabokat. A 20. század elejétől a fűzött, tarka-barka gyöngyök,
a kaláris, helyi szóhasználattal: „gláris” többsoros viselete is általánossá vált. Ezeket már nem otthon készítették, hanem üzletben vásárolták, mint a kelméket.
A hollókői nők egykor rengeteg gyűrűt hordtak. Ez eltér a környék falvainak szokásaitól. Ennek népmesei alapja van:'Állítólag a török szultán kis unokájától, aki a vár kertjében kék szalaggal átkötött gyűrűjével játszott, elragadta az ékszerét a hollók királya. Ennek emlékére viseli a sok gyűrűt a hollókői asszonynép. (vö. A holló madár Hollókő jelképe.)

### A női népviselet jellegzetes tartozékai
Jellegzetesebb és jóval díszesebb a rövid, sokszoknyás női viselet, melynek valamennyi darabja igazi mestermunka. Az alig térdet takaró szedett (ráncolt), vászon alsószoknyákból hétköznap mindössze kettőt használtak, és az asszonyok fejét díszítő „menyecske” (főkötő) is rojt nélküli változatban jelent meg. Ünnepnapon azonban 7-8 alsószoknya fölött díszes selyem- vagy kasmírszoknya ringott a derekukon, míg a lányok vasalt szoknyából akár 15-20-at is magukra öltöttek. A szoknyák elé gazdagon hímzett fekete selyemszakácskát (kötény) vagy klottkecelét (ráncolt kötény) kötöttek. Finom, gyolcs vagy bíbor (csipke) ingváll és színes rojtokkal díszített vállkendő egészítette ki az öltözetet. Hajadon lányok vrekocsba (varkocsba) fonták hajukat, melybe pántlikát kötöttek. Asszonyok fejdísze a rojtos selyemkendőből hajtogatott „menyecske”, mely alá gyöngyös főkötőt helyeztek. Lábukon lagos (lakkos) szárú csizmát, nyakukon galárist – öt-hat soros gyöngyöt – hordtak.

### A férfi viselet jellegzetes tartozékai
A férfiak szűk fekete nadrágot, hímzett gyolcsinget és pitykével, hímzéssel díszített posztó
lajbit viselnek. Fekete, alul keskeny csíkban hímzett, klott szakácska kerül a derekukra,
melyet széles tarka szalaggal díszítenek. Fejüket fekete pörge kalap takarja, míg lábukon
csizmát viselnek.